# Макар
Мака́р — мужское имя греческого происхождения; восходит к др.-греч. Μακάριος («Макариос») — «блаженный, счастливый». В древнегреческой мифологии «Макариос» — один из эпитетов Зевса (в русском именослове наличествует ещё одно имя с похожей исходной этимологией — Феликс).
Церковная форма имени — Мака́рий.
В христианском именослове имя Макарий соотносится с несколькими раннехристианскими святыми, среди которых наиболее известен Макарий Великий (IV век), отшельник, автор нескольких духовных сочинений. Макарий Александрийский, бывший его современником и другом, также почитается в лике преподобных. Макарий Антиохийский подвергся истязаниям и ссылке в царствование Юлиана Отступника (361—363 годы). Известен также мученик Макарий, казнённый за исповедование христианства в 311 году при императоре Галерии.
В православной традиции именования имя обладало высоким семантическим статусом, о чём свидетельствует большое число церковных деятелей разных эпох, носивших это имя. Однако, в отличие от ряда имён, которые при частом использовании в церковной среде становились редкоупотребимыми среди мирян, имя Макар не стало таковым и входило в число достаточно распространённых имён. Частотностью имени в XVII—XIX веках объясняется наличие нескольких отыменных распространённых русских фамилий: Макаров, Макаркин, Макарочкин, Макаршин, Макарычев, Макаренко, Макаренков, Макарчук, Макаревич, Макаревский.
В русском языке известна идиома «Куда Макар телят не гонял»; имя Макар задействовано также в пословицах «Писал Макарка своим огарком»; «Макару поклон, а Макар на семь сторон»; «Не пеняй на Макара: сори из своего кармана» и других. Вовлечение имени в русский фольклор также подтверждает былую распространённость имени. Уменьшительная форма — «Макарка» применялась москвичами для названия городского полицейского нижнего чина — «Будочника».
После Октябрьской революции имя практически вышло из употребления; в статистических исследованиях частотности имён В. А. Никонова по ряду городов центральной России в 1961 году имя Макар (или Макарий) не встретилось ни разу; по сведениям А. В. Суперанской и А. В. Сусловой за 1988 год по Ленинграду имя Макар относилось к числу редких имён.
Отчество: Макарович, Макаровна, разговорный вариант — Макарыч.
Именины: 12 января, 23 января, 25 января, 27 января, 1 февраля, 4 февраля, 18 февраля, 21 февраля, 4 марта, 12 марта, 30 марта, 9 апреля, 14 апреля, 30 апреля, 14 мая, 26 мая, 27 мая, 4 июня, 8 июня, 7 августа, 22 августа, 24 августа, 31 августа, 10 сентября, 12 сентября, 19 сентября, 20 сентября, 28 сентября, 2 октября, 11 октября, 19 октября, 25 октября, 12 ноября, 6 декабря